# Устав
Устав, или конституција (лат. constitutio), је највиши општи правни акт у систему општих правних аката једне државе, који уређује најбитније односе у држави, а пре свега саму државну организацију и овлашћења државних органа, као и слободе и права грађана. Назива се још и основни закон.
Устав, по правилу, уређује три сфере (области):
- државно уређење;
- друштвено-економске и политичке односе у држави;
- слободе, права и дужности грађана у држави, однос према држави.[2]

Устав се дели према облику у коме се доноси на писане и неписане (обичајни). Према начину доношења и мењања, Устав се дели на чврсте (ригидне) и меке (флексибилне). Према доносиоцу, Устав може бити октроисани (подарени), уставни пактови или устави који су резултат народне суверености.
Устав Индије је најдужи написани устав међу свим сувереним државама на свету. Он садржи 444 члана у 22 дела, 12 распореда и 118 амандмана, са 146.385 речи у својој верзији на енглеском језику. Устав Монака најкраћи написани устав, који садржи 10 параграфа са 97 чланова, и укупно 3.814 речи.

## Идеја и форма
Идеја устава потиче по неким схватањима још из антике, али је интензивирана са теоретичарима друштвеног уговора и у току борбе за ограничење државне власти. Први устав у модерном смислу је Устав САД 1787. године, који је и данас на снази. Данас практично све земље на свету, са изузетком Велике Британије имају писане уставе. Неколико држава (Канада, Нови Зеланд, Израел, Шведска и Сан Марино) имају делимично кодификоване уставе који су или скуп више уставних докумената и обичајног права (у случају Канаде, Новог Зеланда и Израела) или скуп више докумената интерпретираних по грађанском праву (Шведска и Сан Марино).
Садржина устава (materia constitutionis) обухвата уређење највиших политичких институција у земљи, основна начела политичког режима и индивидуална и колективна права и слободе грађана којима се ограничава државна власт.
Власт која доноси и мења устав назива се уставотворна, а обично је њен носилац парламент уз посебан поступак и могућност коначне одлуке на референдуму.

## Историја
Земље које су биле захваћене првим таласом уставности су:
1. САД 1787*,
2. Француска 1791,
3. Швајцарска 1798,
4. Хаити 1805,
5. Шведска 1809,
6. Венецуела 1811,
7. Шпанија и Мексико 1812,
8. Норвешка 1814*,
9. Холандија 1815,
10. Грчка 1822,
11. Салвадор 1824,
12. Гватемала и Костарика 1825,
13. Португал 1826,
14. Белгија 1831*,
15. Србија 1835,
16. Либерија 1847.

Са звездицом су означене земље које су тадашње уставе задржале до данас без доношења потпуно нових уставних докумената.

### Предмодернистички устави

#### Антички
Аристотел (ca 350. п. н. е.) је први дефинисао формалну разлику између обичног закона и уставног закона, чиме је успоставио идеје устава и конституционализма, и покушао да класификује различите форме уставних влада. Најосновнија дефиниција коју је он користио за описивање устава у општем смислу је била „уређење служби у држави”. У својим радовима Атински устав, Политика, и Никомахова етика он истражује различите уставе његовог доба, укључујући оне У Атини, Спарти, и Картагини. Он класификује оне које он сматра добрим уставима и оне које сматра лошим уставима, и изводи закључак да је најбољи устав био мешовити систем, који укључује монаршке, аристократске и демократске елементе. Он исто тако прави разлику између грађана, који имају право да учествују у држави, и неграђана и робова, који немају то право.
Римљани су први пут кодификовали свој устав 450. године п. н. е. као Дванаест таблица. Они су се руководили серијом закона који су били допуњавани с времена на време, мада Римско право никада није било реорганизовано у јединствен закон до увођења Теодосијевог законика (438. године); касније, у Источном царству Codex repetitæ prælectionis (534) је био веома утицајан широм Европе. Њему је следила на истоку Еклога Лава III Исавријанаца (740) и Базилика Василија I (878).
Ашокини едикти су успоставили уставне принципе у 3. веку п. н. е. Мауријске краљевске владавине у старој Индији. За уставне принципе који су готово изгубљени од времена антике, погледајте Мануов законик.

#### Рани средњи век
Многи германски народи који су попунили вакуум моћи настао падом Западног римског царства у раном средњем веку кодификовали су своје законе. Један од првих написаних германских законика је био висиготски Законик Еуриха (471). Њему је следио Lex Burgundionum, којим се примењују засебна правила за Германе и Римљане; Pactus Alamannorum; и франачки Салијски законик, од којих су сви настали непосредно након 500. године. Године 506, Бревијарум или Lex Romana Алариха II, краља Визигота, усвојио је и консолидовао Codex Theodosianus заједно са одабраним ранијим римским законима. Неки од значајнијих законика који су се појавили у каснијим годинама су Едикт Ротари Лангобарда (643), Готски законик (654), Lex Alamannorum (730) и Lex Frisionum (ca 785). Сви ови континентални законици су били написани на латинском, док је англо-саксонски кориштен за оне из Енглеске, почевши од законика Етелберта од Кента (602). Године 893, Алфред Велики је комбиновао тај документ и два ранија саксонска законика, са разним хришћанским правилима, чиме су настали закони  краља Алфреда за Енглеску.
Јапански Устав од седамнаест чланака написан 604. године, наводно заслугом принца Шотоку, је један рани пример устава у азијској политичкој историји. Написан под утицајем будистичког учења, овај документ има фокус у већој мери на друштвеној моралности него институцији владе per se и представља значајан рани покушај владиног устава.
Медински устав (арап. صحیفة المدینه, Ṣaḥīfat al-Madīna), такође познат као Мединска повеља, написао је исламски пророк Мухамед након његовог прелаза (хиџре) у Медину (Јатриб) где је постао политички лидер. То је формални споразум између Мухамеда и свих значајних племена и породица Јатриба (касније познатог као Медина), укључујући муслимане, Јевреје, и пагане. Документ је направљен са експлицитном жељом за окончавањем горких међуплеменских сукоба између кланова Аус и Хазрај унутар Медине. У ту сврху успоставио је низ права и одговорности за муслиманску, јеврејску и паганску заједницу Медине доводећи их у склоп једне заједнице - Ума Прецизно датирање Мединског устава се и дан данас дебатује, али се у принципу научници слажу да је био написан непосредно након хиџре (622).
У Велсу, Cyfraith Hywel је кодификовао Хивел Да c. 942–950.

#### Средњи век након 1000. године
Јарославова правда, документ који је оригинално саставио Јарослав Мудри, велики кијевски кнез, за потребе Великог Новгорода око 1017, а 1054. године је тај документ био инкорпориран у Руску правду, што је постао закон за све Кијевске Русе. Преживела су само његова каснија издања из 15. века.
У Енглеској, прокламација Хенрија I звана Повеља слободе из 1215. године је ограничила по први пут краља у његовом третману свештенства и племства. Ову идеју су енглески барони проширили и побољшали и затим присилили Јована без Земље да потпише Велику повељу слободе 1215. године. Најважнији појединачни чланак Магна карте, везан за „habeas corpus”, условљава да краљу није дозвољено да ухапси, прогласи незаконитим, прогна или убије било кога по сопственом нахођењу, већ да мора да постоји судски процес у складу са законом. Овај члан, Члан 39, Велике повеље слободе гласи:
Ни један слободни човек не може да буде ухапшен, или затворен, или лишен своје својине, или стављен ван закона, или на било који начин уништен, нити ћемо ми ићи против њега или слати друге против њега, осим путем законске пресуде његових премаца, или по закону земље.
Ова одредба је постала камен темељац енглеске слободе. Друштвени уговор у првобитном случају је био између краља и племства, али је постепено проширен на све људе. То је довело до система уставне монархије, док су даље реформе помериле равнотежу моћи са монархије и племства на Дом комуна.
Законоправило Светог Саве је био први српски устав из 1219. Овај правни документ је добро развијен. Законоправило је било компилација грађанског права, базирана на римском праву и канонског права, базираног на васељенским саборима и његова основна сврха је била да се организује функционисање младог српског краљевства и српске цркве. Свети Сава је започео рад на српском Законоправилу 1208. године, док је боравио на Светој гори, користећи Законоправило у четрнаест наслова, Синопсис Стефана Ефесовског, Законоправило Јована III Схоластика, документе екуменских савета, које је он модификовао са канонским коментарима Аристона и Јована Зонара, локалне црквене сусрете, правила Црквених очева, Мојсијевим законом, превод Прохирона и нове уставе византијских царева (при чему је најутицајнији био Јустинијанов устав). Законоправило је било комплетно нова компилација грађанских и канонских прописа, преузета из византијских извора, али комплетирана и реформисана доприносом Светог Саве да исправно функционише у Србији. Поред декрета који су организовали живот цркве, постоје различите норме у погледу грађанског живота, већина којих је преузета из Прохирона. Правна трансплантација римског-византијског права постала је основа српског средњовековног закона. Суштина Законоправила је била базирана на Јустинијановом зборнику.
Стефан Душан, цар Срба и Грка, увео је Душанов Законик у Србији, на два државна конгреса: 1349. године у Скопљу и 1354. године у Сересу. Њиме су биле обухваћене све друштвене сфере, тако да је то био други српски устав, који је заменио Законоправило Светог Саве. Овај устав је био базиран на римском-византијском праву. Правна трансплантација је приметна у члановима 171 и 172 Душановог Законика, којима се регулише судска независност. Они су преузети из Византијског устава Базилике (књига VII, 1, 16–17).

## Принцип уставности и законитости

### Уставност
Уставност у ширем смислу уставности подразумева да у једној држави постоје основна друштвена правна правила утврђена уставом као највишим правним актом те државе, која обезбеђује да се државна власт организује и спроводи објективно, на основу тих правила. Нико не може имати више власти или овлашћења него што то предвиђају правна правила која су утврђена уставом.
Уставност у ужем смислу значи сагласност свих прописа (закона, уредби, одлука и друго).

### Законитост
Законитост у ширем смислу подразумева поступање свих на основу и у оквиру закона (принцип легалитета).
Законитост у ужем смислу Законитост подразумева да сви правни акти нижи од закона као што су уредбе, одлуке, правилници, наредбе, решења и други морају бити у складу са законом.

## Заштита уставности и законитости
Механизми заштите уставности и законитости у свакој држави утврђени су уставом. Њих чине судови и други органи правосуђа, али установљава и посебне органе (као што су уставни суд и слично). Ови органи отклањају неуставне, односно незаконите правне акте укидањем, односно поништењем.
Без заштите уставности, односно законитости нема правне државе, односно владавине права.

## Уставни суд
Уставни суд у правном систему једне државе није у систему правосуђа (као редовни суд), већ је посебан државни орган који има уставом утврђене функције и надлежности. Овај орган функционише по посебном поступку утврђеним уставом и законом. Акт које доноси уставни суд јесте решење (нпр поништењу одлуке локалне самоуправе).

## Устав Србије
Важећи Устав Републике Србије донет је 2006. године.